# Luci Cinci Aliment
Luci Cinci Aliment (en llatí Lucius Cincius Alimentus) va ser un famós annalista i jurista romà del segle iii aC. Formava part de la gens Cíncia, una gens romana d'origen plebeu. Era contemporani de l'historiador Quint Fabi Pictor.
Va ser pretor a Sicília l'any 209 aC amb el comandament de dues legions. Va ser fet presoner per Hanníbal Barca i va escriure un relat sobre el seu empresonament durant la Segona Guerra Púnica, on diu que Hanníbal el va tractar amb gran consideració.

## Obres

### Annals
La seva obra més coneguda van ser els Annals, que va ser escrita en grec "perquè la poguessin llegir a tota la Mediterrània", i va ser redactada durant la Segona guerra púnica. L'historiador alemany Niebuhr diu que Cinci Aliment va ser un historiador realment crític, i que va investigar la història de Roma buscant entre els documents més antics, els Annales pontificum, textos d'altres historiadors, on segurament hi havia el seu contemporani Quint Fabi Pictor i l'historiador sicilià Timeu de Tauromènion. La seva relació cordial amb Hanníbal mentre era presoner, va fer que el comandant cartaginès li expliqués el seu pas per la Gàl·lia i la travessa dels Alps, que Aliment va incorporar als seus textos donant un punt de vista diferent de la historiografia oficial. També canvia la visió històrica sobre les relacions entre els romans i els llatins, que altres historiadors, per una visió "patriòtica" explicaven sempre des del punt de vista dels romans. Una data significativa que dona Cinci Aliment és la de la fundació de Roma, que diu que va ser al quart any de la XII Olimpíada, o sigui l'any 729 aC i no el 753 aC, la data tradicional. Niebuhr diu que els càlculs d'Aliment es basaven en la consulta de documents etruscs i romans antics, i que segurament és correcta la seva proposta. Aliment va escriure una obra que els antics reconeixien plena d'honestedat. S'iniciava amb els orígens llegendaris de la fundació de Roma i acabava a les guerres púniques. És citat per Fest gràcies al qual s'han conservat alguns fragments.

### Altres obres
Va escriure també una història de Gorgias Leontinus, que probablement formava part dels seus Annales juntament amb la narració del seu captiveri. També un tractat sobre les tasques dels jurisconsults, De Officio Jurisconsulti format per almenys dos llibres. Un llibre sobre etimologia, De Verbis priscis, un sobre la potestat dels cònsols De Consulum Potestate, un sobre les assemblees, De Comitiis, un sobre les festes, De Fastis, un altre sobre la iniciació als misteris Mystagogicon, i alguns llibres del grup De Re Militari que tracten sobre temes de lleis militars, les cerimònies religioses de la declaració de guerra i el Jus Fetiale, o les obligacions dels fecials en les cerimònies bèl·liques.
Algunes d'aquestes obres s'atribueixen també a un Luci Cinci que hauria viscut en temps d'August.